# Aubergine (plant)
De aubergine (Solanum melongena, synoniem: Solanum esculentum) is zowel een eenjarige plant uit de nachtschadefamilie (Solanaceae) als de vrucht daarvan. De plant komt van oorsprong uit Myanmar en werd door de Arabieren in de middeleeuwen in het Spaanse Andalusië geïntroduceerd. Omstreeks het midden van de 15e eeuw is de plant vanuit Spanje verder in Europa geïntroduceerd. De plant wordt geteeld vanwege de als groente gebruikte vrucht. In China en India is de plant al duizenden jaren bekend.
De in Nederland en België meest verkochte aubergine heeft een glanzende donkerpaarse schil (de kleur aubergine is ernaar vernoemd) en bijna wit vruchtvlees. De smaak is bitter tot neutraal en zit voornamelijk geconcentreerd in de schil. Dat heeft het voordeel dat aubergine met bijna elk ander ingrediënt kan worden gecombineerd. In het bijzonder met 'stevige' smaakmakers als knoflook of geurige groene kruiden als marjolein en basilicum.

## Naam

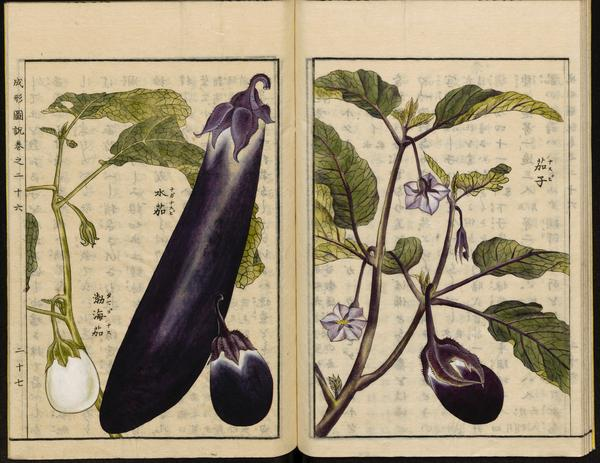
Variëteiten van de Solanum melongena L. op een afbeelding in de Japanse Seikei Zusetsu landbouw-encyclopedie uit 1804

Het woord 'aubergine' is afgeleid van het Sanskriet woord vatinganah (वातिगगम), dat 'plant die winderigheid geneest' betekent. 
Uit het Sankskriet werd het in het Perzisch badingan, daarna in het Arabisch al-badhinjan (باذنجان). Zowel de Turkse naam patlıcan als de Hongaarse naam padlizsán zijn daarvan afgeleid. In het Catalaans is het alberginia en dit werd door de Fransen verbasterd tot 'aubergine'. De Engelsen namen het woord over in de late achttiende eeuw, maar in Amerikaans Engels heet de vrucht eggplant. Dit woord werd voor het eerst opgetekend in 1767 en was oorspronkelijk van toepassing op de witte variëteiten. Enkele 18de-eeuwse cultivars waren klein, eivormig en geel of wit, lijkend op een ganzen- of kippenei. In Suriname is de vrucht bekend als boulanger (boulanzjé).
Zowel in Nederland als in Vlaanderen wordt ook nog steeds de oudere naam 'eierplant' gebruikt.

## Gebruik in de keuken
Aubergine kan wat bitter smaken. Door plakken van vrucht te bestrooien met keukenzout en onder druk, bijvoorbeeld een plat bord verzwaard met een vol conservenblik, circa 30 minuten te laten staan, wordt de smaak verzacht. Na te zijn afgespoeld en drooggedept kunnen de plakken worden gebakken. Ze kunnen voor verdere verwerking ook eerst in kokend water geblancheerd worden.
Aubergine wordt nooit rauw gegeten. De stof solanine in aubergine kan maag- en darmklachten veroorzaken. Solanine is zeer hittebestendig, maar door verhitten wordt het gehalte wel lager en is de kans op klachten klein. Invriezen kan alleen in bewerkte vorm.
Bekende gerechten met aubergines zijn onder meer moussaka uit de Griekse keuken, baba ganoesj uit de Libanese keuken, escalivada uit de Catalaanse keuken, ratatouille uit de Provençaalse keuken,  İmambayıldı (flauwgevallen imam) uit de Turkse keuken en parmigiana di melanzane (of melanzane alla parmigiana mag ook) uit Italië.
Antruwa (Solanum macrocarpon) is een aan aubergine verwante soort, die in Nederland op de markt wordt gebracht vanuit Suriname. Solanum melongena 'Ronde de Valence' is een cultivar die voor het eerst gekweekt werd in Valence.

## Trivia
- Tijdens het Obonfestival, van 13 t/m 16 augustus, in Japan, worden aubergines - waarin vier stokjes zijn gestoken - op thuisaltaren geplaatst om de koeien te symboliseren waarmee de zielen van overleden voorouders terugkeren naar het hiernamaals aan het einde van het festival.

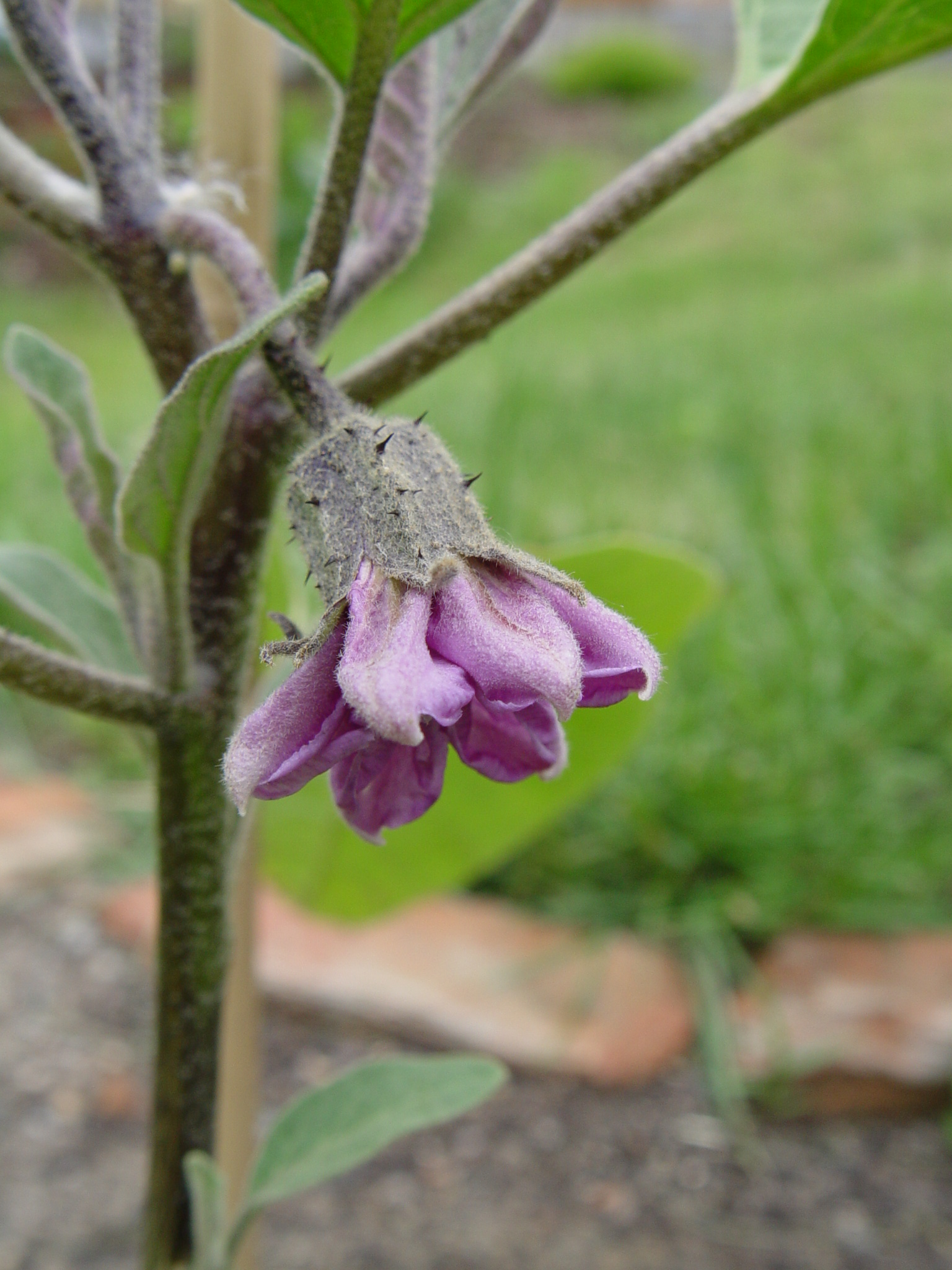
bloem
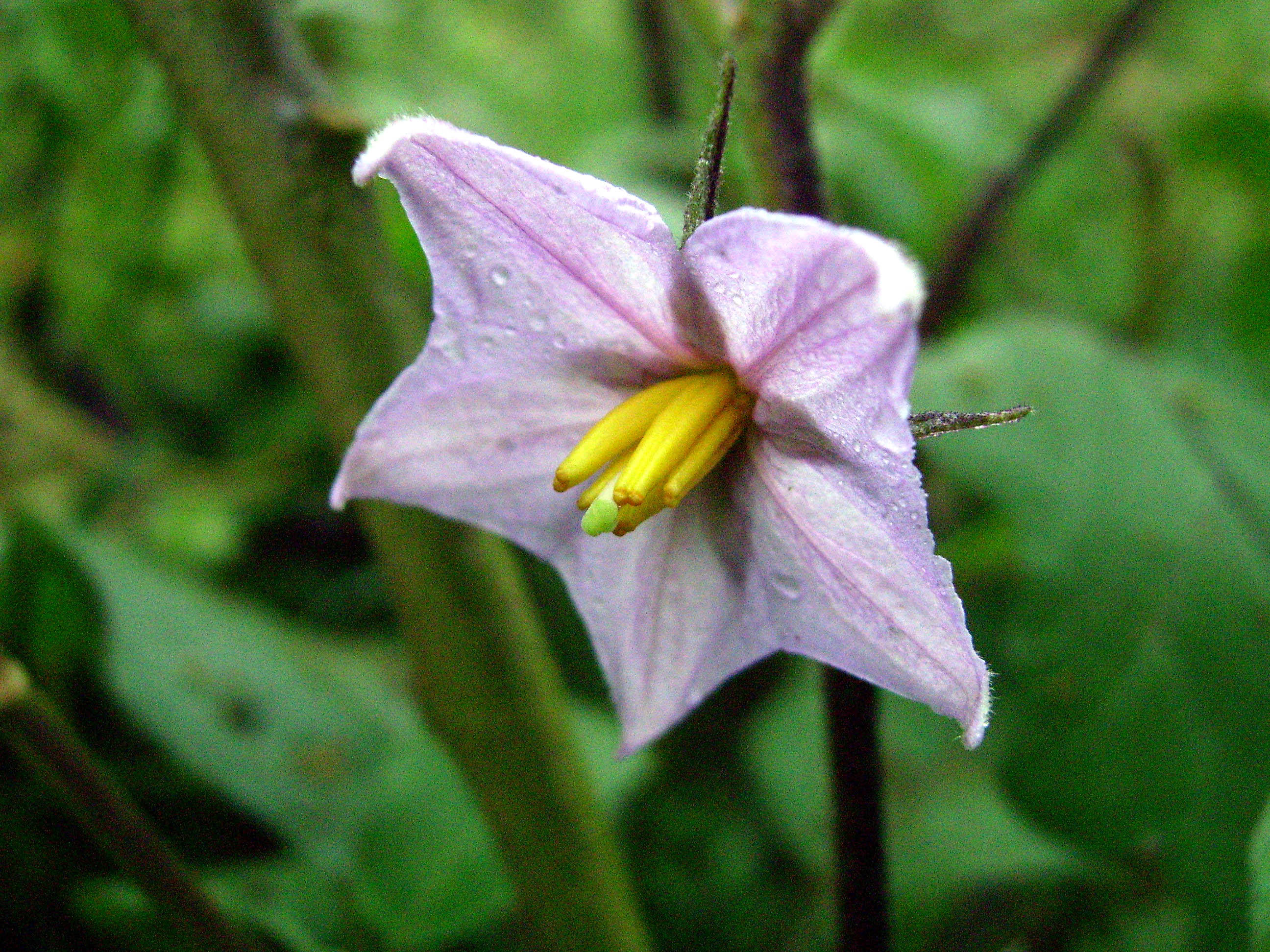
bloem

... · 
S. bauerianum · 
S. crispum · 
S. dulcamara (Bitterzoet) · 
S. jasminoides (Klimmende nachtschade) · 
S. lycocarpum · 
S. lycopersicum (Tomaat) · 
S. macrocarpon (Antruwa) · 
S. melongena (Aubergine) · 
S. muricatum (Pepino) · 
S. nigrum (Zwarte nachtschade) · 
S. nigrum subsp. schultesii (Beklierde nachtschade) · 
S. physalifolium (Glansbesnachtschade) · 
S. quitoense (Lulo) · 
S. sodomaeum (Sodomsappel) · 
S. sessiliflorum (Orinoco-appel) · 
S. triflorum (Driebloemige nachtschade) · 
S. tuberosum (Aardappel) · 
S. uporo (Kannibaaltomaat) · 
S. villosum (Donsnachtschade) · 
S. wendlandii (Costa Ricaanse nachtschade) · 
...